# 쿠바의 세계유산

쿠바의 세계유산은 세계문화유산의 등록기준 조건을 충족하여 세계유산위원회를 거쳐 등록된 쿠바의 세계유산을 일컫는다.

## 목록

### 문화유산
| No. | 사진 | 등록명                                 | 소재지                      | 등록년도 | 등록기준    | 유네스코 지정번호 | 비고 |
| 1   |      | 아바나 옛 시가와 요새                  | 아바나                      | 1982년   | (iv), (v)   | 204               |      |
| 2   |      | 트리니다드와 로스인헤니오스 계곡       | 상크티스피리투스주          | 1988년   | (iv), (v)   | 460               |      |
| 3   |      | 쿠바 산티아고의 산 페드로 드 라 로카성 | 산티아고데쿠바주            | 1997년   | (iv), (v)   | 841               |      |
| 4   |      | 비냘레스 계곡                          | 피나르델리오주              | 1999년   | (iv)        | 840               |      |
| 5   |      | 쿠바 남동부 최초 커피 재배지 고고 경관 | 산티아고데쿠바주 관타나모주 | 2000년   | (iii), (iv) | 1008              |      |
| 6   |      | 시엔푸에고스 역사 지구                 | 시엔푸에고스주              | 2005년   | (ii), (v)   | 1202              |      |
| 7   |      | 카마궤이 역사 지구                     | 카마궤이주                  | 2008년   | (iv), (v)   | 1270              |      |

### 자연유산
| No. | 사진 | 등록명                        | 소재지            | 등록년도 | 등록기준      | 유네스코 지정번호 | 비고 |
| 1   |      | 데셈바르코 델 그란마 국립공원 | 그란마주          | 1999년   | (vii), (viii) | 889               |      |
| 2   |      | 훔볼트 국립공원               | 올긴주 관타나모주 | 2001년   | (iv), (v)     | 839               |      |